# Bridge over Troubled Water (album)
Bridge over Troubled Water var det sidste studiealbum fra den amerikanske duo Simon & Garfunkel. Den vandt en Grammy-award for årets bedste album. Sangen "Bridge over Troubled Water" vandt to Grammier i 1971.

Albummet blev i 2003 ranket #51 på Rolling Stone's liste over de 100 bedste album nogensinde.